# Mignerette
Mignerette ist eine französische Gemeinde mit 357 Einwohnern (Stand: 1. Januar 2022) im Département Loiret in der Region Centre-Val de Loire. Mignerette gehört zum Arrondissement Montargis und zum Kanton Courtenay. Die Einwohner werden Mignerettois genannt.

## Geographie
Mignerette liegt etwa 58 Kilometer ostnordöstlich von Orléans in der Landschaft Gâtinais. Umgeben wird Mignerette von den Nachbargemeinden Courtempierre im Norden und Nordosten, Mignères im Osten, Moulon im Süden, Chapelon im Süden und Südwesten sowie Corbeilles im Westen und Nordwesten.

## Bevölkerungsentwicklung
| Jahr                       | 1962 | 1968 | 1975 | 1982 | 1990 | 1999 | 2006 | 2018 |
| Einwohner                  | 228  | 206  | 198  | 182  | 247  | 297  | 323  | 403  |
| Quellen: Cassini und INSEE |      |      |      |      |      |      |      |      |

## Sehenswürdigkeiten
- Kirche Sainte-Trinité, zwischen 1530 und 1540 errichtet
- Burgreste von Planchette aus dem 12. Jahrhundert und Park

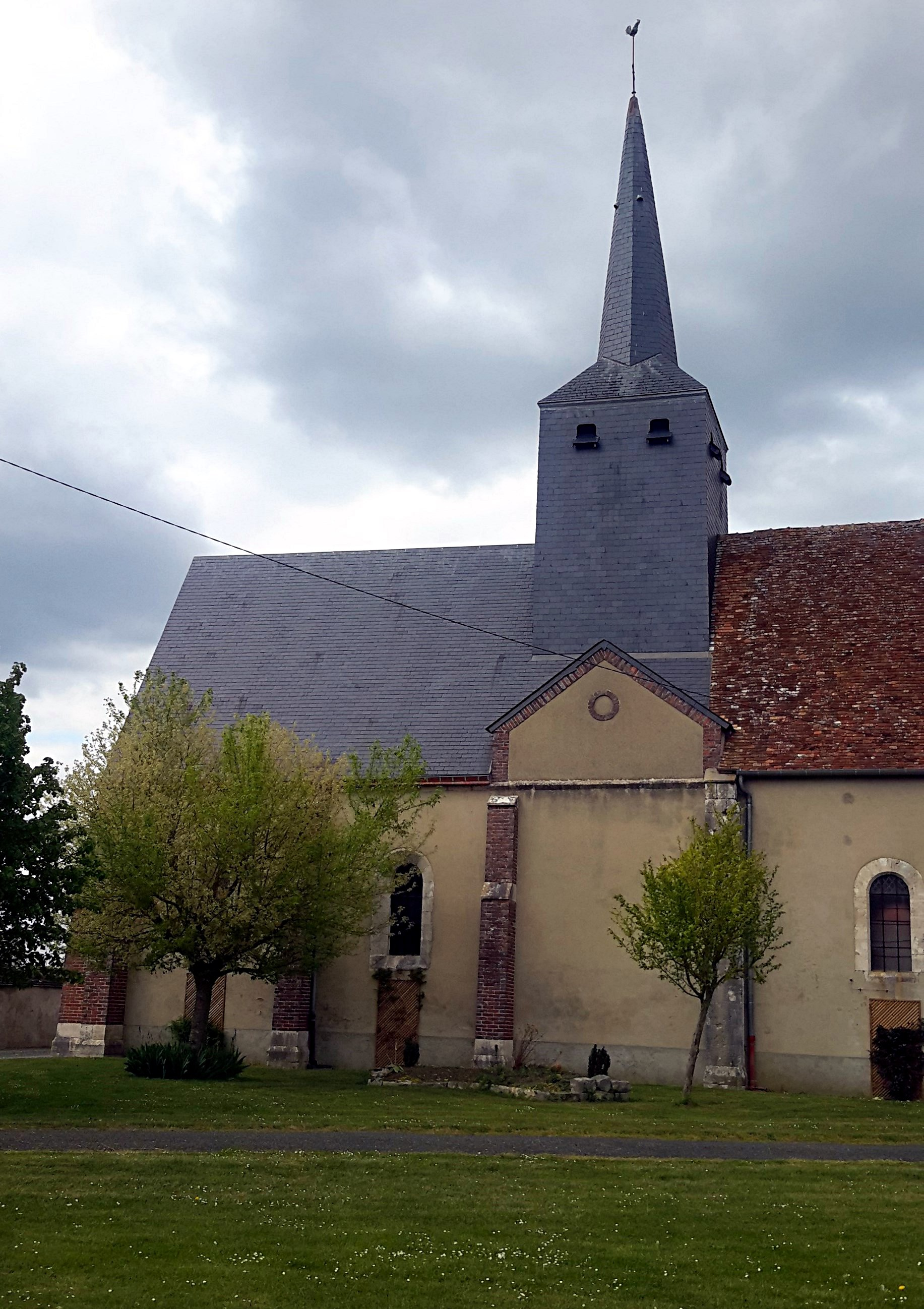
Kirche Sainte-Trinité